# Paramblyops brevirostris
Paramblyops brevirostris är en kräftdjursart som beskrevs av O. Tattersall 1955. Paramblyops brevirostris ingår i släktet Paramblyops och familjen Mysidae. Inga underarter finns listade i Catalogue of Life.